# Rio Reiser

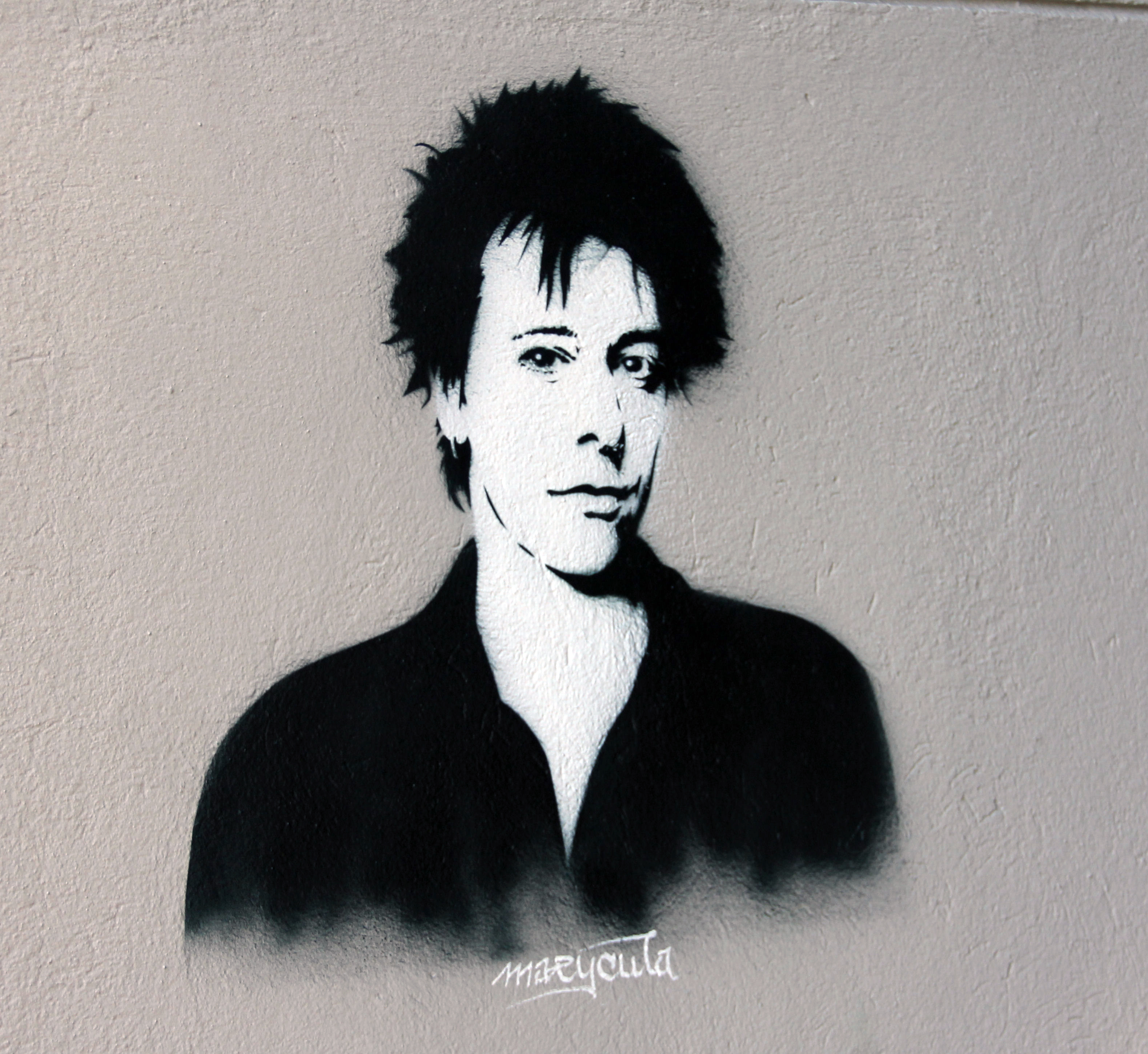
Pintura mural de Rio Reiser

Río Reiser (* 9 de enero de 1950 en Berlín como Ralph Christian Möbius; † 20 de agosto de 1996 en Fresenhagen, Alemania) fue un cantante alemán, primero con su banda Ton Steine Scherben, después solo. 